# Championnat de Jamaïque de football 2022-2023
Navigation
Édition précédente Édition suivante
La saison 2022-2023 du championnat de Jamaïque de football est la quarante-neuvième édition de la première division en Jamaïque, la National Premier League. Elle rassemble les quatorze meilleures équipes du pays au sein d'une poule unique où elles jouent à deux reprises les unes contre les autres. À l’issue de cette phase régulière, les six premiers s’affrontent lors de la phase finale pour le titre.
Cette saison voit une expansion avec le passage de douze à quatorze équipes dans l'élite nationale avec la promotion du Faulkland FC et des Chapelton Maroons. Ces deux clubs sont néanmoins relégués à la fin de l'exercice où ils terminent au pied du classement. Cependant, ils sont relégués dans les ligues paroissiales et non en deuxième division puisque celle-ci démarre ses activités avant la conclusion du calendrier régulier de la Premier League.
En finale, la Mount Pleasant FA bat le Cavalier FC et remporte le premier titre de champion de son histoire. Enfin, Arnett Gardens remporte la petite finale face à Harbour View.

## Format
Le championnat se déroule en deux phases. 
La première phase rassemble les quatorze clubs du championnat en une poule unique. Chaque équipe rencontre les treize autres à deux reprises, une fois à domicile et une fois à l'extérieur.
La deuxième phase regroupe les six premières équipes de la première phase. Il s'agit d'un tableau à élimination directe. Les deux premières équipes sont directement qualifiées pour les demi-finales. Les quatre autres se rencontrant entre elles lors des quarts de finale.

## Participants
Quatorze équipes disputent le championnat de la Jamaïque.
| \| Kingston: Arnett Gardens Cavalier FC Harbour View Molynes United Tivoli Gardens Waterhouse FC Chapelton Dunbeholden Humble Lions Montego Bay Faulkland FC Mount Pleasant Portmore Vere Kingston \| Localisation des clubs. |
| Kingston: Arnett Gardens Cavalier FC Harbour View Molynes United Tivoli Gardens Waterhouse FC Chapelton Dunbeholden Humble Lions Montego Bay Faulkland FC Mount Pleasant Portmore Vere Kingston                               |

| Équipe              | Classement 2022    | Ville           | Stade                              |
| ------------------- | ------------------ | --------------- | ---------------------------------- |
| Harbour View        | Champion           | Kingston        | Stade Harbour View                 |
| Dunbeholden FC      | Finaliste          | Spanish Town    | Prison Oval                        |
| Cavalier FC         | 3e                 | Kingston        | Stade East Field                   |
| Waterhouse FC       | 4e                 | Kingston        | Stade Waterhouse                   |
| Arnett Gardens      | Quart-de-finaliste | Kingston        | Complexe Tony Spaulding Sports     |
| Mount Pleasant FA   | Quart-de-finaliste | Saint Ann's Bay | Complexe Drax Hall                 |
| Humble Lions        | 7e                 | May Pen         | Centre communautaire d'Effortville |
| Tivoli Gardens      | 8e                 | Kingston        | Railway Oval                       |
| Vere United         | 9e                 | Hayes (en)      | Centre d'excellence Wembley        |
| Portmore United     | 10e                | Portmore        | Complexe sportive Ferdi Neita      |
| Molynes United (en) | 11e                | Kingston        | Parc Jacisera                      |
| Montego Bay United  | 12e                | Montego Bay     | Montego Bay Sports Complex         |
| Faulkland FC        | Promu              | Montego Bay     |                                    |
| Chapelton Maroons   | Promu              | Chapelton (en)  |                                    |

Légende des couleurs
- Tenant du titre
- Promu des ligues régionales

## Compétition

### Saison régulière

#### Classement
Les Chapelton Maroons se voient retirer six points de pénalité pour avoir déclaré forfait le 22 janvier 2023, dans le cadre de la onzième journée face à la Mount Pleasant FA. La rencontre comptant pour la vingt-quatrième journée entre le Waterhouse FC et le Cavalier FC est déclarée perdue 3-0 pour les deux équipes en raison de la présence d'un joueur inéligible dans chaque formation.
| Rang | Équipe              | Pts | J  | G  | N  | P  | Bp | Bc | Diff |
| ---- | ------------------- | --- | -- | -- | -- | -- | -- | -- | ---- |
| 1    | Arnett Gardens      | 55  | 26 | 16 | 7  | 3  | 48 | 21 | +27  |
| 2    | Cavalier FC         | 52  | 26 | 16 | 4  | 6  | 47 | 24 | +23  |
| 3    | Mount Pleasant FA   | 46  | 26 | 12 | 10 | 4  | 48 | 19 | +29  |
| 4    | Harbour View T      | 44  | 26 | 12 | 8  | 6  | 34 | 21 | +13  |
| 5    | Humble Lions        | 42  | 26 | 11 | 9  | 6  | 27 | 15 | +12  |
| 6    | Dunbeholden FC      | 41  | 26 | 12 | 5  | 9  | 44 | 31 | +13  |
| 7    | Portmore United     | 40  | 26 | 9  | 13 | 4  | 29 | 17 | +12  |
| 8    | Waterhouse FC       | 39  | 26 | 11 | 6  | 9  | 26 | 22 | +4   |
| 9    | Molynes United (en) | 30  | 26 | 8  | 6  | 12 | 37 | 48 | -11  |
| 10   | Montego Bay United  | 26  | 26 | 5  | 11 | 10 | 22 | 40 | -18  |
| 11   | Tivoli Gardens      | 22  | 26 | 5  | 7  | 14 | 29 | 42 | -13  |
| 12   | Vere United         | 21  | 26 | 3  | 12 | 11 | 15 | 32 | -17  |
| 13   | Faulkland FC P      | 13  | 26 | 1  | 10 | 15 | 23 | 55 | -32  |
| 14   | Chapelton Maroons P | 9-6 | 26 | 3  | 6  | 17 | 14 | 62 | -48  |

|  | Qualification pour les demi-finales             |
|  | Qualification pour les quarts de finale         |
|  | T : Tenant du titre P : Promu de la saison 2022 |

### Phase finale

#### Tableau
|  | Quarts de finale    | Quarts de finale    | Quarts de finale      | Quarts de finale    |                               |                               | Demi-finales                  | Demi-finales                  | Demi-finales          | Demi-finales          |                  |                  | Finale       | Finale       | Finale       | Finale       |
|  |                     |                     |                       |                     |                               |                               |                               |                               |                       |                       |                  |                  |              |              |              |              |
|  |                     |                     |                       |                     |                               |                               | 29 mai et 4 juin 2023         | 29 mai et 4 juin 2023         | 29 mai et 4 juin 2023 | 29 mai et 4 juin 2023 |                  |                  | 11 juin 2023 | 11 juin 2023 | 11 juin 2023 | 11 juin 2023 |
|  |                     |                     |                       |                     |                               |                               | 29 mai et 4 juin 2023         | 29 mai et 4 juin 2023         | 29 mai et 4 juin 2023 | 29 mai et 4 juin 2023 |                  |                  | 11 juin 2023 | 11 juin 2023 | 11 juin 2023 | 11 juin 2023 |
|  |                     |                     |                       |                     |                               |                               | 29 mai et 4 juin 2023         | 29 mai et 4 juin 2023         | 29 mai et 4 juin 2023 | 29 mai et 4 juin 2023 |                  |                  | 11 juin 2023 | 11 juin 2023 | 11 juin 2023 | 11 juin 2023 |
|  |                     |                     |                       |                     |                               |                               | 29 mai et 4 juin 2023         | 29 mai et 4 juin 2023         | 29 mai et 4 juin 2023 | 29 mai et 4 juin 2023 |                  |                  | 11 juin 2023 | 11 juin 2023 | 11 juin 2023 | 11 juin 2023 |
|  |                     |                     |                       |                     |                               |                               | 29 mai et 4 juin 2023         | 29 mai et 4 juin 2023         | 29 mai et 4 juin 2023 | 29 mai et 4 juin 2023 |                  |                  | 11 juin 2023 | 11 juin 2023 | 11 juin 2023 | 11 juin 2023 |
|  | 2 Cavalier FC       | 2 Cavalier FC       | 1                     | 2                   |                               |                               |                               |                               |                       |                       |                  |                  | 11 juin 2023 | 11 juin 2023 | 11 juin 2023 | 11 juin 2023 |
|  | 2 Cavalier FC       | 2 Cavalier FC       | 1                     | 2                   | 15 et 22 mai 2023             |                               |                               |                               |                       |                       |                  |                  | 11 juin 2023 | 11 juin 2023 | 11 juin 2023 | 11 juin 2023 |
|  |                     |                     | 4 Harbour View        | 4 Harbour View      | 0                             | 0                             |                               |                               |                       |                       |                  |                  | 11 juin 2023 | 11 juin 2023 | 11 juin 2023 | 11 juin 2023 |
|  | 4 Harbour View      | 4 Harbour View      | 4 Harbour View        | 4 Harbour View      | 0                             | 0                             | 2                             | 2                             |                       |                       |                  |                  | 11 juin 2023 | 11 juin 2023 | 11 juin 2023 | 11 juin 2023 |
|  | 4 Harbour View      | 4 Harbour View      | 29 mai et 4 juin 2023 |                     |                               |                               | 2                             | 2                             |                       |                       |                  |                  | 11 juin 2023 | 11 juin 2023 | 11 juin 2023 | 11 juin 2023 |
|  | 5 Humble Lions      | 5 Humble Lions      | 0                     | 3                   |                               |                               |                               |                               |                       |                       |                  |                  | 11 juin 2023 | 11 juin 2023 | 11 juin 2023 | 11 juin 2023 |
|  | 5 Humble Lions      | 5 Humble Lions      | 0                     | 3                   | 2 Cavalier FC                 | 2 Cavalier FC                 | 1                             | 1                             |                       |                       |                  |                  |              |              |              |              |
|  |                     |                     |                       |                     | 2 Cavalier FC                 | 2 Cavalier FC                 | 1                             | 1                             |                       |                       |                  |                  |              |              |              |              |
|  |                     |                     | 3 Mount Pleasant FA   | 3 Mount Pleasant FA | 2                             | 2                             |                               |                               |                       |                       |                  |                  |              |              |              |              |
|  |                     |                     |                       |                     | 2                             | 2                             |                               |                               |                       |                       |                  |                  |              |              |              |              |
|  |                     |                     |                       |                     |                               |                               |                               |                               |                       |                       |                  |                  |              |              |              |              |
|  |                     |                     |                       |                     |                               |                               |                               |                               |                       |                       |                  |                  |              |              |              |              |
|  | 1 Arnett Gardens    | 1 Arnett Gardens    | 2                     | 1                   | Match pour la troisième place | Match pour la troisième place | Match pour la troisième place | Match pour la troisième place |                       |                       |                  |                  |              |              |              |              |
|  | 1 Arnett Gardens    | 1 Arnett Gardens    | 2                     | 1                   | Match pour la troisième place | Match pour la troisième place | Match pour la troisième place | Match pour la troisième place | 15 et 22 mai 2023     |                       |                  |                  |              |              |              |              |
|  |                     |                     | 3 Mount Pleasant FA   | 3 Mount Pleasant FA | 2                             | 3                             |                               |                               | 11 juin 2023          | 11 juin 2023          | 11 juin 2023     | 11 juin 2023     |              |              |              |              |
|  | 3 Mount Pleasant FA | 3 Mount Pleasant FA | 3 Mount Pleasant FA   | 3 Mount Pleasant FA | 2                             | 3                             | 1                             | 3                             | 11 juin 2023          | 11 juin 2023          | 11 juin 2023     | 11 juin 2023     |              |              |              |              |
|  | 3 Mount Pleasant FA | 3 Mount Pleasant FA |                       |                     |                               |                               |                               | 3                             |                       |                       | 1 Arnett Gardens | 1 Arnett Gardens | 1 a. p.      | 1 a. p.      |              |              |
|  | 6 Dunbeholden FC    | 6 Dunbeholden FC    | 1                     | 0                   |                               |                               |                               |                               |                       |                       | 1 Arnett Gardens | 1 Arnett Gardens | 1 a. p.      | 1 a. p.      |              |              |
|  | 6 Dunbeholden FC    | 6 Dunbeholden FC    | 1                     | 0                   | 4 Harbour View                | 4 Harbour View                | 0                             | 0                             |                       |                       |                  |                  |              |              |              |              |
|  |                     |                     |                       |                     |                               |                               |                               |                               |                       |                       |                  |                  |              |              |              |              |

#### Finale
| 11 juin 2023 | Cavalier FC         | 1 - 2   | Mount Pleasant FA      | Sabina Park, Kingston |  |
|              | Collin Anderson 83e | (0 - 1) | 7e 89e Sue Lae McCalla |                       |  |
|              | Rapport             |         |                        |                       |  |

| Vainqueur de la National Premier League 2022 Mount Pleasant FA 1er titre |

## Bilan de la saison
| Championnat de Jamaïque de football 2022-2023 |                               |
| Champion                                      | Mount Pleasant FA (1er titre) |
| Dauphin                                       | Cavalier FC                   |
| Qualifications continentales                  |                               |
| Coupe caribéenne de la CONCACAF 2024          | Mount Pleasant FA             |
| Coupe caribéenne de la CONCACAF 2024          | Cavalier FC                   |
| Promotions et relégations                     |                               |
| Promus en National Premier League             | À déterminer                  |
| Promus en National Premier League             | À déterminer                  |
| Relégués en Regional Leagues                  | Faulkland FC                  |
| Relégués en Regional Leagues                  | Chapelton Maroons             |